# Billingsgate Market
Billingsgate Market – targ rybny w Londynie, w dzielnicy Poplar, na skraju Isle of Dogs (gmina Tower Hamlets), największy na terenie Wielkiej Brytanii. Nazwa targu nawiązuje do jego pierwotnej lokalizacji w dzielnicy Billingsgate, w City of London. Pomimo relokacji w 1982 roku poza granice City, jego zarządcą pozostaje City of London Corporation.

## Opis
Na targu prowadzona jest sprzedaż ryb, owoców morza i produktów pochodnych z niemal wszystkich brytyjskich portów rybackich, a także pochodzących z importu (ok. 40% sprzedaży). Większość towarów sprowadzana jest drogą lądową bezpośrednio po połowie. Średnia roczna ilość sprzedawanego towaru wynosi około 25 tys. ton. Na targu prowadzona jest głównie sprzedaż hurtowa; odbiorcami są m.in. przedsiębiorstwa branż gastronomicznej, hotelarskiej i handlu detalicznego. Wstęp na targ możliwy jest również dla nabywców indywidualnych. Targ czynny jest w dni robocze, w godzinach wczesnoporannych.
Targ mieści się w hali targowej dawniej służącej za magazyn portowy, ulokowanej nad dokiem północnym, należącym do kompleksu portowego West India Docks. Na parterze hali znajduje się 98 stoisk targowych, 28 sklepów oraz dwie kawiarnie. Na pierwszym piętrze znajduje się przestrzeń biurowa. Kompleks targowy, obejmujący też przylegające do hali tereny i okoliczne zabudowania, zajmuje powierzchnię 13 akrów (nieco ponad 5 ha). W jego obrębie znajdują się m.in. chłodnie, wytwórnia lodu oraz zakłady handlowo-usługowe związane z branżą gastronomiczną.
Targ znajduje się na obrzeżu kompleksu biurowego Canary Wharf. Przed główną bramą wjazdową umieszczona jest instalacja artystyczna Traffic Light Tree.

## Historia
Początki targu sięgają czasów rzymskich. Mieścił się on pierwotnie w obrębie City of London, w dzielnicy Billingsgate, przy Lower Thames Street, nad brzegiem Tamizy. Z 1016 roku pochodzi najstarsza odnotowana informacja o pobieranych tam opłatach targowych. W Billingsgate prowadzono rozładunek i sprzedaż różnorakich towarów, m.in. zboża, soli, ceramiki, węgla, żelaza, jak i ryb. Rozładunek statków rybackich koncentrował się pierwotnie w Queenhithe, położonym w górę rzeki, za Mostem Londyńskim. Ten sprawiał trudności nawigacyjne, toteż Billingsgate, położone przed mostem, z czasem przejęło dominującą rolę. W 1698 lub 1699 roku ustawa parlamentu angielskiego ustanowiła Billingsgate „wolnym i otwartym targiem dla ryb wszelkiego rodzaju”.
Do połowy XIX wieku Billingsgate Market było niezadaszonym targowiskiem; poszczególni handlarze prowadzili własne stragany. W 1850 roku wzniesiona została hala targowa według projektu Jamesa Bunstone′a Bunninga. Ta wkrótce okazała się niewystarczająca, w związku z czym wyburzono ją w 1873 roku. Jej miejsce zastąpił nowy budynek zaprojektowany przez Horace′a Jonesa wzniesiony w latach 1874–1877.
W styczniu 1982 roku targ przeniesiony został do jego obecnej siedziby – dawnego magazynu portowego nad dokiem wchodzącym w skład kompleksu West India Docks, około 5 km na wschód od pierwotnej lokalizacji. Relokacja targu była jednym z pierwszych przedsięwzięć podjętych w ramach rewitalizacji londyńskiej dzielnicy portowej. W sąsiedztwie targu w kolejnych latach wybudowany został kompleks biurowy Canary Wharf. Poprzednia hala targowa, obecnie znana pod nazwą Old Billingsgate, została sprzedana i przystosowana do roli hali wielofunkcyjnej, wpisana do rejestru zabytkowych budynków, jako obiekt klasy II.
Targ słynął dawniej ze skórzanych kapeluszy, zwanych bobbin hat, noszonych przez zatrudnionych na nim tragarzy, rzekomo wzorowanych na hełmach noszonych przez angielskich łuczników podczas bitwy pod Azincourt. Znany był również z tego, że sprzedawcy posługiwali się nieprzyzwoitym słownictwem, co odnotowano już w XVI i XVII wieku. Słowo billingsgate weszło do słowników angielszczyzny w znaczeniu „wulgarnego, obraźliwego języka”.
W listopadzie 2022 roku zarządca targu, City of London Corporation, przedstawił plany ponownej relokacji targu, w miejsce dawnego doku Dagenham Dock, na terenie gminy Barking and Dagenham. Według planów, których realizacja zapowiedziana została na 2027/2028 rok, do wspólnej hali targowej mają zostać przeniesione także dwa inne londyńskie targi hurtowe – mięsny Smithfield Market oraz warzywno-owocowy New Spitalfields Market.

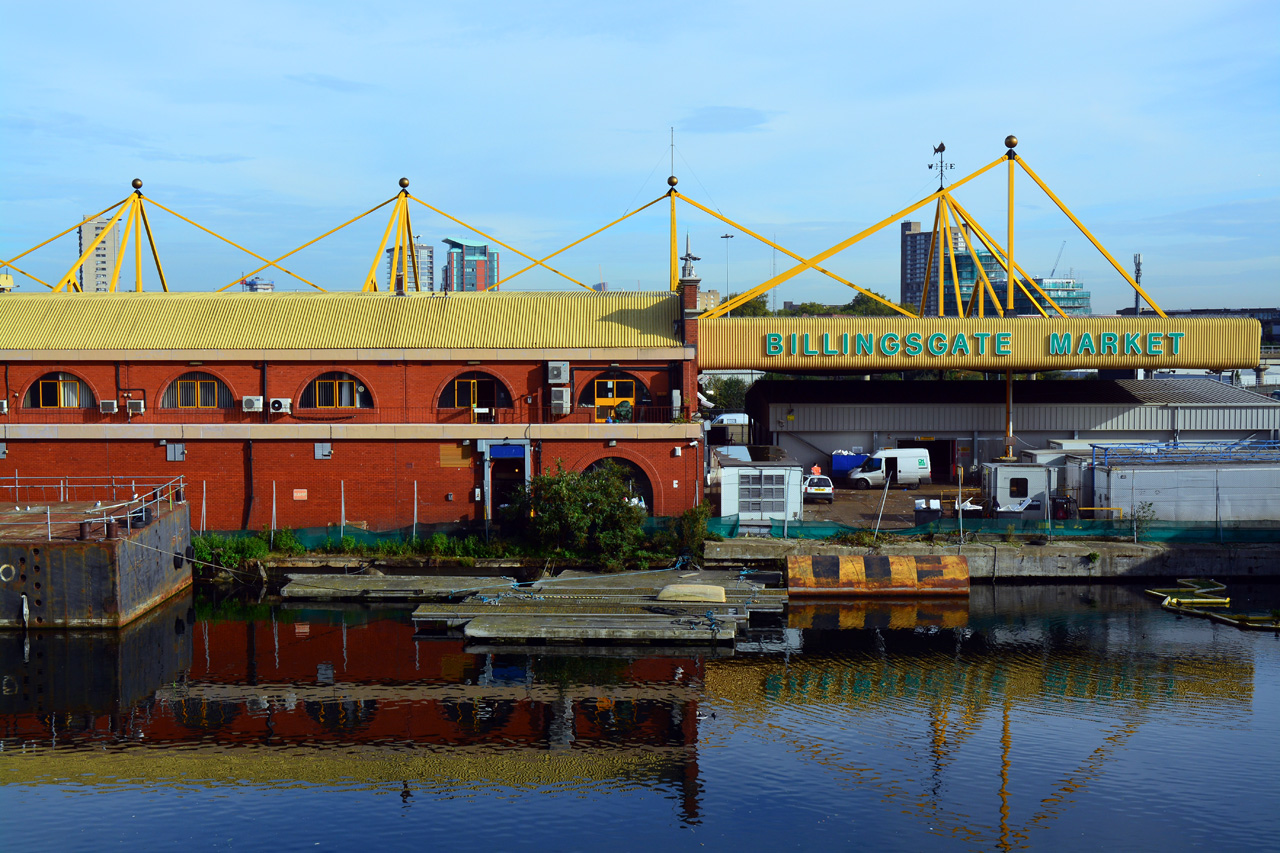
Hala targowa nad dawnym dokiem portowym
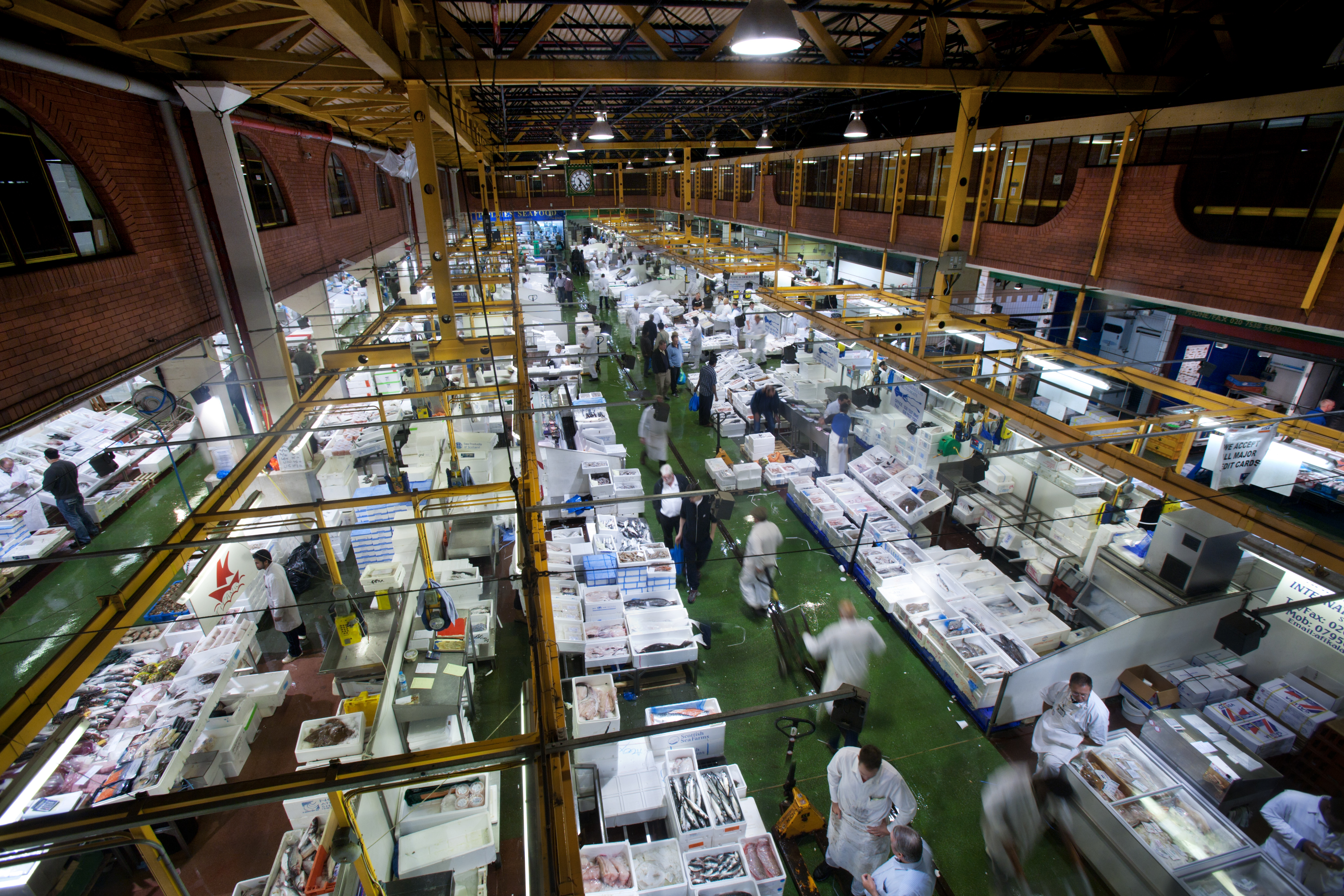
Wnętrze hali targowej
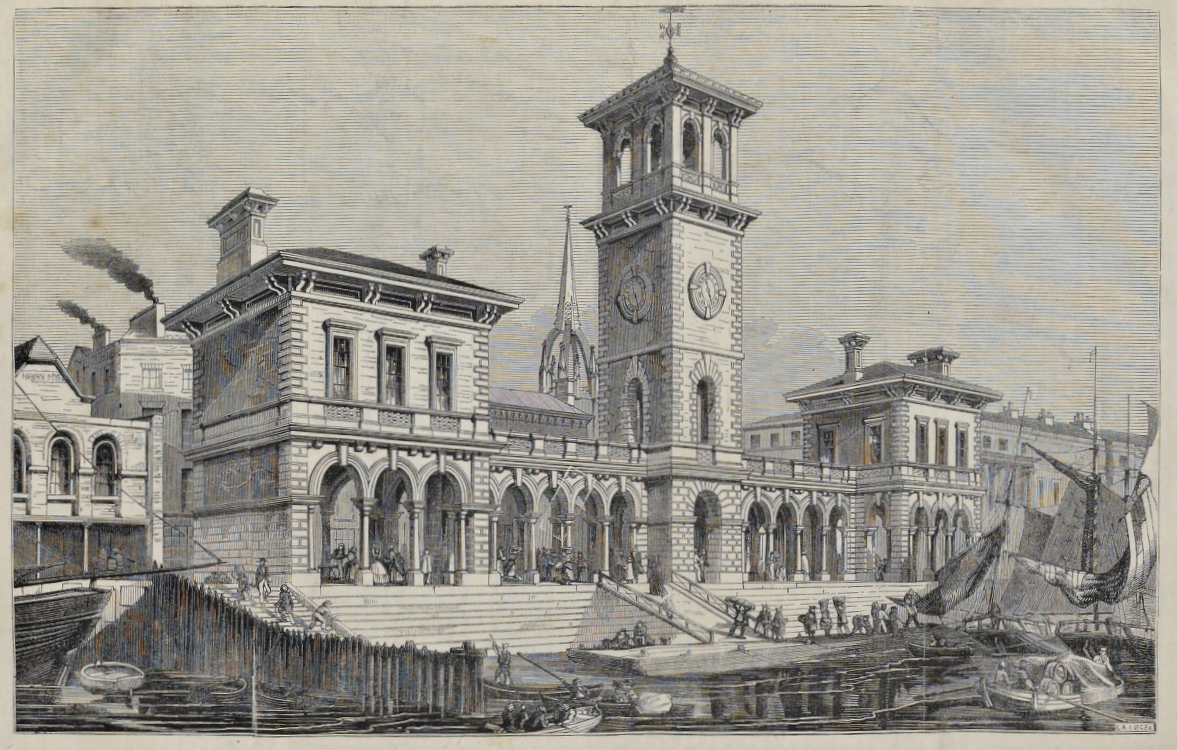
Pierwsza hala targowa, 1850–1873 (wyburzona)
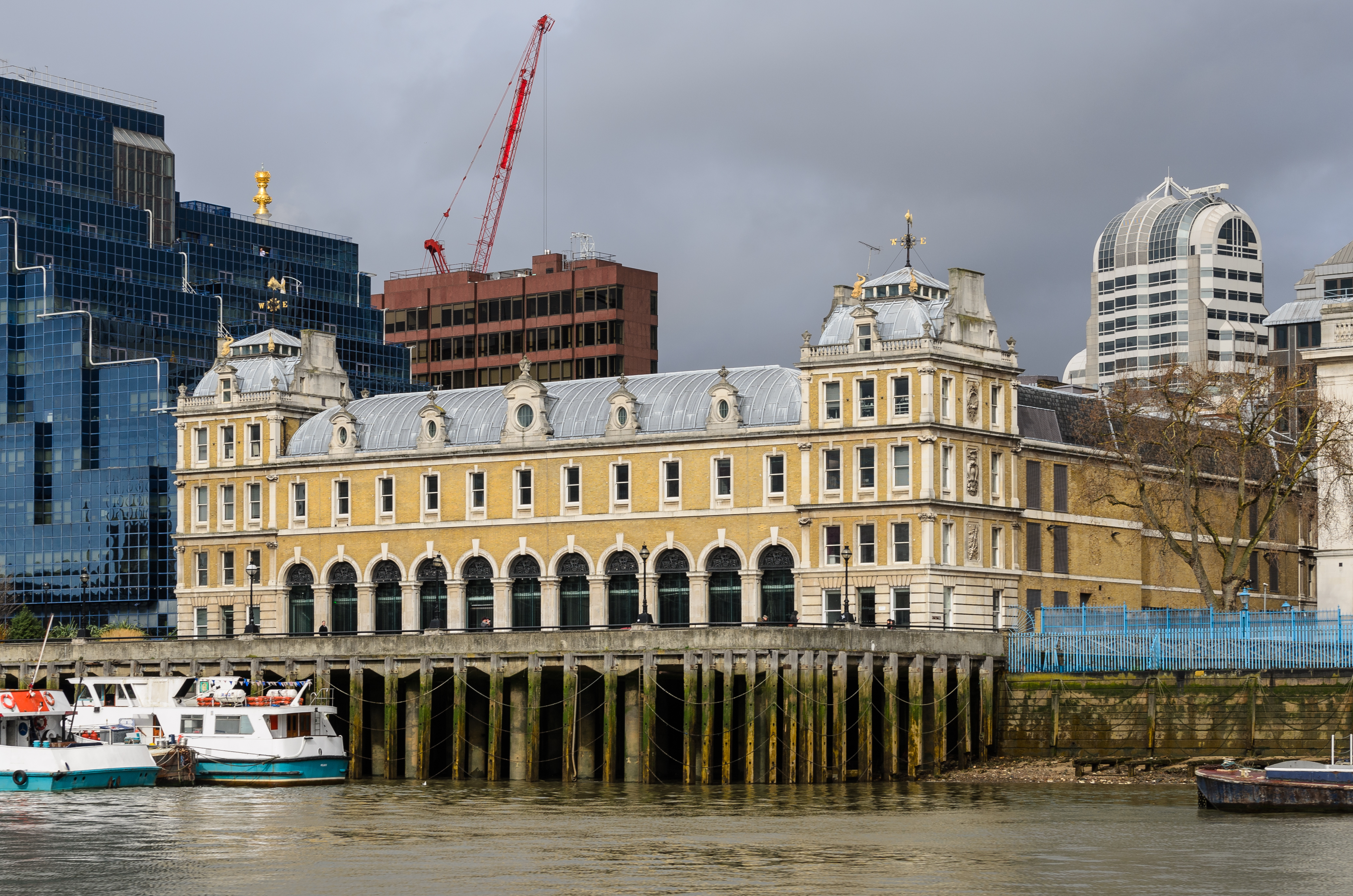
Druga hala targowa, 1877–1982 (obecnie hala wielofunkcyjna)